# Hoplostethus mediterraneus mediterraneus
Hoplostethus mediterraneus mediterraneus is een ondersoort van de straalvinnige vissen uit de familie van de zaagbuikvissen (Trachichthyidae). De wetenschappelijke naam van de soort is voor het eerst geldig gepubliceerd in 1829 door Cuvier.